# Tsitsikamma favus
Tsitsikamma favus är en svampdjursart som beskrevs av Samaai och Kelly 2002. Tsitsikamma favus ingår i släktet Tsitsikamma och familjen Latrunculiidae. Inga underarter finns listade i Catalogue of Life.